# 山口よしのぶ
山口 よしのぶ（やまぐち よしのぶ、8月10日 - ）は、日本の漫画家。千葉県銚子市出身。
講談社でデビュー。その後、白泉社に移り、代表作となる『名物!たびてつ友の会』を連載した。2009年以降は芳文社での執筆が多い。

## 作品リスト

### 書籍
| 出版順 | 書籍名                      | 出版社/レーベル                     | 初版発行年月           | ISBN               | 備考                  |
| ------ | --------------------------- | ----------------------------------- | ---------------------- | ------------------ | --------------------- |
| 1      | Lov-Ho!                     | 白泉社/ジェッツコミックス           | 1993年3月 - 1995年7月  |                    | 全7巻。               |
| 2      | レンタル                    | 白泉社/ジェッツコミックス           | 1995年1月              | ISBN 4-592-13635-7 | 全1巻。               |
| 3      | 名物!たびてつ友の会         | 白泉社/ジェッツコミックス           | 1996年5月 - 2002年3月  |                    | 全12巻。              |
| 4      | ダブル                      | 白泉社/ジェッツコミックス           | 2001年4月 - 2002年3月  |                    | 全2巻。               |
| 5      | オサムシ教授の事件簿        | 集英社/ジャンプコミックスデラックス | 2006年2月 - 2007年10月 |                    | 全5巻。               |
| 6      | チーズの時間                | 芳文社/芳文社コミックス             | 2009年2月 - 2010年4月  |                    | 原作：花形怜。全5巻。 |
| 7      | 東京異邦人 -TOKYO ETRANGER- | 集英社『スーパージャンプ』7号。     | 2011年3月              | （未収録）         | 読み切り作品。        |
| 8      | 東京旅さんぽ                | 芳文社/芳文社コミックス             | 2012年7月 - 2013年3月  |                    | 全2巻。               |